# Robby Naish
Robert Staunton Naish (ur. 23 kwietnia 1963 w San Diego w stanie Kalifornia) – jeden z pierwszych windsurferów, który osiągnął sukces nie tylko sportowy, ale też medialny. W młodym wieku za sprawą ojca, zawodowego surfera – Ricka Naisha, Robby wraz z całą rodziną przeniósł się z Kalifornii do prawdziwego raju windsurferów, Oʻahu na Hawajach. To właśnie tam w wieku 11 lat zaczął interesować się dopiero co rodzącym się nowym sportem – windsurfingiem. Niedługo potem w 1976 roku wygrał pierwszy tytuł mistrza świata.
Startując jako amator wygrał pojedyncze eliminacje Pucharu świata w latach 1977-1979. Po tym sukcesie otrzymał pomoc finansową od Professional Windsurfing Association (PWA) pozwalającą na regularne starty w Pucharze Świata — Naish zdobył 5 ogólnych kolejnych tytułów mistrza świata w latach 1983-1987, a także 3 tytuły mistrza świata Wave Windsurfingu w latach 1988, 1989 oraz 1991. Sam stworzył wiele figur wave, które później stały się wręcz kultowe, m.in.: 'Table Top' i 'Forward Loop'. Jako pierwszy i jedyny człowiek wykonał "Longboard Loop" przy pomocy deski long Mistral Equipe o długości 3.72 m.
W latach 90. Naish zainteresował się kolejną nowo powstałą dyscypliną pokrewną z surfingiem – kitesurfingiem. W 1998 po raz pierwszy został mistrzem świata w Slalomie Kitesurfing, a już rok później zdeklasował rywali w obu konkurencjach kitesurfingowych, "Slalom" i "Jump".
Jako światowej sławy sportowiec występował w wielu filmach związanych ze swoją pasją – wodą i wiatrem. Jego numer startowy US 1111 stał się równie rozpoznawalny co DB9 (David Beckham) dla fanów piłki nożnej. W 2006 roku, dokładnie 30 lat po zdobyciu pierwszego mistrzowskiego tytułu linia desek, żagli oraz sprzętu kitesurfingowego produkowanych pod szyldem Robby'ego biła rekordy sprzedawalności na całym świecie. Często udziela rad młodszym zawodnikom, a w okresie wakacyjnym organizuje obozy dla młodzieży z całego świata.